# پرچم فلسطین

پرچم قیمومت بریتانیا بر فلسطین (۱۹۲۰ – ۱۹۴۸)

پرچم فلسطین دارای رنگ‌های سیاه، سفید و سبز است (افقی از بالا به پایین) و یک مثلث قرمز کنار میله پرچم قرار دارد. پرچم کنونی فلسطین از سال ۱۹۸۸ رسمیت دارد.
در روز قدس که آخرین جمعه ماه رمضان است، مسلمانان برای همدردی با مردم فلسطینی، پرچم دولت فلسطین را به اهتزاز درآورده و پرچم اسرائیل را می‌سوزانند. از این پرچم به‌صورت رسمی برای تشکیلات خودگردان فلسطینی نیز استفاده می‌شود. پس از جنگ شش روزه، اسرائیل، استفاده از این پرچم را در مناطقی چون کرانهٔ باختری و نوار غزه ممنوع کرد و حتی کشیدن نقاشی با رنگ‌های قرمز، سبز، سفید و سیاه را که رنگ‌های اصلی پرچم این کشور است برای هنرمندان فلسطینی ممنوع کرد.

## استفاده از پرچم فلسطین
در ایران
در راهپیمایی روز قدس که آخرین جمعه ماه رمضان است و  راهپیمایی ۲۲بهمن نیز حامیان جمهوری اسلامی از این پرچم استفاده می‌کنند.
در تاریخ ۱۶ مهر ۱۴۰۲ پرچم فلسطین در جریان بازی فوتبال تیم‌های پرسپولیس تهران و گل‌گهر سیرجان توسط سه بسیجی در ورزشگاه آزادی به نمایش درآمد و در همان لحظه بعضی از تماشاگران در ورزشگاه شعار دادند: «پرچم فلسطین رو بکن توی کونت»
در اسکاتلند
در تاریخ ۸ اکتبر ۲۰۲۳ هواداران تیم سلتیک در ورزشگاه خانگی شان در جریان بازی هشتم این تیم در لیگ اسکاتلند مقابل تیم کیلمارناک توسط هواداران این باشگاه پرچم فلسطین به اهتزاز درآمده و با شعارهایی مانند «Free Palestine» و … از مردم و پرچم فلسطین حمایت کردند. و حتی مدیران این تیم با بیانیه‌ای علیه این اقدامات سعی کردند حمایت از پرچم فلسطین را متوقف کنند اما هواداران طی بیانیه‌ای اعلام کردند که مصمم تر از فلسطین حمایت خواهند کرد.
در مراکش
تیم ملی فوتبال مراکش پس از پیروزی در برابر اسپانیا و صعود به مرحلهٔ یک چهارم نهایی جام جهانی فوتبال ۲۰۲۲ قطر، پرچم فلسطین را بر روی زمین چمن و رختکن به اهتزاز درآورد.